# Synxenidae
Synxenidae är en familj av mångfotingar. Synxenidae ingår i ordningen penseldubbelfotingar, klassen dubbelfotingar, fylumet leddjur och riket djur. Enligt Catalogue of Life omfattar familjen Synxenidae 9 arter. 
Kladogram enligt Catalogue of Life:
| Synxenidae | \| \| Phryssonotus \| \| \| \| \| \| Schindalmonotus \| \| \| \| |
|            | \| \| Phryssonotus \| \| \| \| \| \| Schindalmonotus \| \| \| \| |
|            | Barroxenus                                                       |
|            |                                                                  |
|            | Hypogexenidae                                                    |
|            |                                                                  |
|            | Lophoproctidae                                                   |
|            |                                                                  |
|            | Polyxenella                                                      |
|            |                                                                  |
|            | penseldubbelfotingar                                             |
|            |                                                                  |
|            | Phryssonotus                                                     |
|            |                                                                  |
|            | Schindalmonotus                                                  |
|            |                                                                  |

|  | Phryssonotus    |
|  |                 |
|  | Schindalmonotus |
|  |                 |